# 彼得·马格
恩斯特·彼得·约翰内斯·马格（德語：Ernst Peter Johannes Maag，1919年5月10日—2001年4月16日），瑞士指挥家。

## 生平

### 早年
1919年5月10日，彼得·马格出生于瑞士圣加仑，他的父亲奥托是一位路德派牧师，母亲内莉是一位小提琴家，曾在卡佩特四重奏中担任第二小提琴手。他的大舅舅是指挥家埃米尔和弗里茨·施泰因巴赫。彼得曾就读于苏黎世、巴塞尔和日内瓦大学。他在神学方面受到卡爾·巴特和艾米爾·布魯內爾的指导，在哲学方面受到卡尔·雅斯贝尔斯的指导。他在苏黎世跟随切斯瓦夫·马雷克学习钢琴和理论，并在巴黎跟随阿尔弗雷德·科尔托接受进一步的钢琴训练。他的指挥导师是恩奈斯特·安塞美、威廉·富特文格勒和弗朗茨·冯·赫斯林。

### 事业
与富特文格勒
马格称他与威廉·富特文格勒的关系是他一生中最重要的。他作为钢琴家在富特文格勒的音乐会上演奏了贝多芬的G大调第四钢琴协奏曲。据马格讲述，富特文格勒告诉他：“你为什么不试着指挥呢？我观察到你今晚在演奏时，盯着乐队的时间比盯着键盘的时间还多。是你而不是我告诉乐团什么时候进。”他听从富特文格勒的建议，从一家小剧院开始。他的新职业生涯开始于1943年至1946年，先是在瑞士比尔-索洛图恩剧院担任声乐指导，然后是执导。在比尔-索洛图恩的第一个演出季结束后，他在富特文格勒的第二个演出季开幕前担任他的助手。在比尔-索洛图恩之后，他成为恩奈斯特·安塞美的助手，一起与瑞士罗曼德管弦乐团演奏。
指挥
1952年至1955年，马格担任杜塞尔多夫歌剧院的第一任指挥，1955年至1959年担任波恩城市剧院的音樂總監（德語：Generalmusikdirektor）。1959年，他首次出现于科文特花园皇家歌剧院，指挥莫扎特的《魔笛》。同年，他在格林德伯恩节日歌剧院首次亮相，演出莫扎特的《费加罗的婚礼》。他在美国的首秀是1959年担任明尼苏达管弦乐团的客座指挥，1961年在芝加哥歌剧院演出莫扎特的《女人皆如此》，这也是他在美国歌剧界的首秀。
宗教避静
1962年，马格暂时放弃了他的音乐事业。他认为自己正在与音乐和神学失去联系，他先是向希腊东正教会寻求指导，然后计划在香港附近的一个佛教寺院度过几个月。“我决定是时候退休了，因为我取得了太多的成功，”马格说。计划中的“几个月”发展到了两年多。“那两年在一个小牢房里冥想和祈祷，净化了我的灵魂。”事实证明，当马格重返指挥界时，他的退隐对他的事业是不利的。
重返指挥台
1964年至1968年，马格担任维也纳人民歌剧院的首席指挥。1972年9月23日，他首次在大都会歌剧院演出，指挥莫扎特的《唐·喬望尼》。1972年和1974年，他分别担任帕尔玛皇家歌剧院和都灵皇家歌剧院的艺术总监。他曾在都灵RAI交响乐团和西班牙国家交响乐团任职。1984年至1991年，他担任伯尔尼交响乐团的音乐总监。1983年至2001年，他担任威尼托帕多瓦交响乐团的首席指挥。他还经常与世界各地的交响乐团和歌剧院合作，担任客座指挥。

### 晚年
2001年4月16日于意大利维罗纳去世。

## 奖项
- 托斯卡尼尼奖章（1968年）
- 威尔第奖章（1973年）
- 托斯卡尼尼展示指挥棒（1975年）

## 作品

### 录音
1950年10月，他开始与瑞士罗曼德管弦乐团一起为迪卡唱片录音。这些單聲道录音包括莫扎特的第29号交响曲和第34号交响曲以及第9号小夜曲“邮号”。
马格早期为迪卡录制的立体声唱片广受好评，许多唱片在目录中保留了几十年。原版LP，尤其是与伦敦交响乐团合作的，已成为收藏家的珍品。1957年2月，他开始与伦敦交响乐团合作录音。其中包括一系列门德尔松和莫扎特作品，以及舒曼钢琴协奏曲。马格最喜欢的录音就来自这个组合：莫扎特的第29交响曲和第34交响曲。他在这一时期录制的门德尔松第三交响曲（“苏格兰”交响曲）受到广泛的赞赏，马格也因此与这首曲子产生了特别的联系。
1958年11月，马格还与音乐学院协会乐团录制了两张LP，收录了肖邦、德利布和罗西尼的作品。
他还为迪卡公司录制了1975年6月与国家爱乐乐团合作的威尔第的《路易莎·米勒》和1978年6月和7月与巴伐利亚交响乐团（很可能是巴伐利亚国立管弦乐团）合作的帕埃尔的《莱奥诺拉》。
马格与他担任音乐总监的伯尔尼交响乐团一起，在80年代末为创新音乐制作公司（英語：Innovative Music Productions）录制了唱片。这些唱片被授权给MCA唱片公司在美国销售。
他录制的其他厂牌包括Arts、Conifer、德意志留声机、拿索斯唱片、Nuova Era、RCA红印唱片和Vox唱片。

## 个人生活
马格的第一任妻子是来自波黑的舞台设计师亚斯米娜·博任。马格的第二任妻子马里卡·弗兰基、儿子格奥尔格（儿童读物作家）、和第二任妻子的女儿科斯坦扎都在世。